# Tegl
Tegl er et materiale, der fremkommer ved brænding af ler i en speciel ovn. Farven vil være gul, rød eller brun, men det er i dag muligt at indfarve produktet. En anden mulighed er at glasere tegl. Tegl anvendes primært til mursten og tagsten.

## Oprindelse
Opfindelsen af tegl anslås at være fra omkring 5000 f.Kr.. I Mesopotamien opstod tanken med at  bearbejde ler og derefter lade det tørre i solen: soltørret tegl. De blev brugt til bygningssten. 2000 år efter soltørret tegl opfandt mesopotamerne pottemagerens drejeskive. De opdagede nemlig, at man kunne forme og trække det bløde ler til potter, vaser, fade og andet husgeråd.  Danskerne i ældre stenalder brænde leret rigtig hårdt: lertøj/keramik var en opfindelse fra det sydligere Europa. Keramikken blev hovedsageligt brugt til store lerkar og til opbevaringsgenstande til mad. 

## Brug
Da man fandt på at bruge tegl i Mesopotamien, byggede man stort og prangende. 2500 – 2000 f.Kr. blev der første gang opført almindelige byhuse af tegl i byerne Mohenjo-daro og Harappa i Indusdalen,  men da var Mesopotamien  langt foran. Mesopotamien bestod af store prægtige paladser, tempeltårne som i Ur og Babylon, akvædukter og kloaksystemer og badeanstalter, og det var heller ikke ualmindeligt at de større huse havde indlagt vand, badeværelse og toilet. Udover at de byggede stort, udsmykkede de i Mesopotamien hellige bygninger med glaseret tegl, relieffer og store skulpturer. Et af de bygningsværker  er den store Ishtarport, der blev opført som nordport i Babylon. Den blev bygget af ”kongen af Babylonier” Nebukadnesar II til ære for frugtbarheds-, kærligheds- og krigsgudinden Ishtar.
I mange år foregik teglproduktionen ved at teglet blev tørret i solen, men man fandt ud af at man kunne gøre teglet stærkere ved at brænde det. Man kan sammenligne teglkunsten med trylledej, trylledej kan sagtens kan tørre, hvis den ligger i lang tid, men hvis man derimod kommer den ind i en varm om og bager den, så kan man male, glasere den.  Da Romerriget faldt, glemte man kunsten at brænde tegl, men heldigvis var der nogle fra Norditalien, der kom på ideen igen, og på den måde kom den brændte tegl til Danmark omkring år 1100.

## Teglstens farveholdning
I Danmark er den overvejende del af det middelalderlige teglstensbyggeri opført i røde sten. Stenene blev fremstillet af rødler, der under brændingen kunne få meget vekslende nuancer, og facaderne har derfor ofte et rigt farvespil. En mindre del af stenene kunne blive næsten sorte og er anvendt til mønstermuring. Rødler fandtes i rigelige og lettilgængelige mængder over det meste af landet, men regionalt har blåler, som ved brændingen bliver gult, været fremherskende. Gule munkesten har således stor udbredelse i Vendsyssel og i de østlige Limfjordsegne, hvor de gerne har en klar, jævn farve. Indblandet rødler har dog ofte medført, at stenene har fået en flammet orangerød toning, eksempelvis på Midtsjælland og egnen omkring Mariager Fjord.
Lokale geologiske jordbundsforhold har uundgåeligt haft afgørende indflydelse på teglbyggeriets fysiske fremtræden, men fra og med middelalderens sidste del importeredes også sten fra den tyske østersøkyst. Røde teglsten, som angiveligt stammer fra den nedrevne Skagen Sankt Laurentii, har stempler fra to lybske teglværker, og måske var det ligefrem umuligt at realisere den store købstadskirke uden import fra et velorganiseret udenlandsk teglværk. Det har muligvis alene kunnet betale sig at importere sten til større byggeopgaver. Ved opførelsen af landsbykirker og mindre tilbygninger var den lokale produktion formentlig tilstrækkelig, og når der både indgår røde og gule sten i enkelte byggerier i Nordvestjylland, på Fyn og Falster, er de givetvis fremstillet af lokalt ler. Det er dog ikke umuligt, at mindre partier af særlige teglsten til brug for mønstermuring er fragtet over lang afstand.
I renæssancen steg importen af teglsten ikke mindst fra Nederlandene, hvorfra der blev fragtet små gule teglsten med en maksimumhøjde på 4,5 cm. Disse sten, ’mopper’, kendes i Danmark fra 1500-tallet anden del. Røde mopper er dog ikke ukendte, og indgår i Trinitatis Kirke, som Chr. IV påbegyndte 1636. Her er de bæltemurede facaders røde sten dog kunstigt farvet efter brændingen.
Igennem 1600- og 1700-tallet udgjordes også store dele af den hjemlige teglproduktion af gule sten, der ligesom de importerede mopper fik meget ringe højde; ofte benævnt "flensborgsten". I dag er gule sten dominerende i byggeriet, hvilket må ses i lyset af, at anvendeligt rødler til teglindustrien næsten er opbrugt.
- Gl. Rye Kirke, Østjylland. Senmiddelalderlig facade af røde og mørkbrændte teglsten.
- Tørring Kirke, Nordvestjylland. Senmiddelalderlig indermur af blandede røde og gule teglsten.
- Trinitatis Kirke, København. Facade fra renæssancen af gule og indfarvede røde mopper.
- Brugte vingetegl på en palle ved Rødding Højskole